# Bernardo Attolico

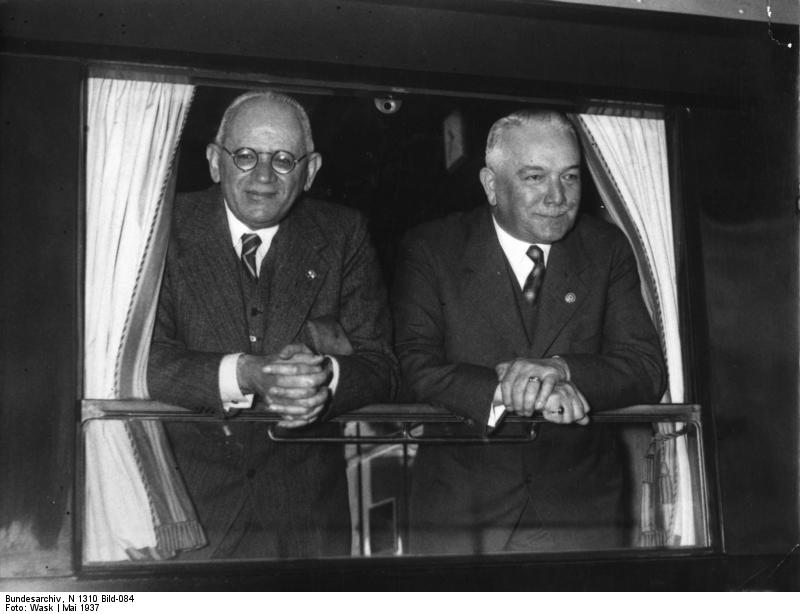
Bernardo Attolico (links) und Konstantin von Neurath (1937)

Bernardo Attolico (* 17. Januar 1880 in Canneto, Adelfia; † 9. Februar 1942 in Rom) war ein italienischer Diplomat.

## Leben
Attolico wurde 1901 als Jurist an der Universität Rom promoviert und wurde danach Lehrer für Wirtschaft und Finanzen an einer Hochschule in Foggia. Von 1915 bis 1918 war er in London Vertreter Italiens bei einer interalliierten Organisation zur Koordination von Kriegswirtschaftsfragen. 1919 war er Berater bei den Friedensvertragsverhandlungen von Paris und wurde zum Gesandten und Minister II. Klasse befördert. Er wurde  Hoher Kommissar in der Freien Stadt Danzig (1920–1921), italienischer Botschafter in Brasilien (1928–1930), in der Sowjetunion (1930–1935), in Deutschland (1935–1940) sowie Gesandter am Heiligen Stuhl in Rom (1940–1942).